# تشويه صورة

تصوير صورة محرفة : 1) "الشيء" المراد تصويره; 2) عدسة اسطوانية سالبة; 3) عدسة اسطوانية موجبة ; 4) عدسة كرية ; 5) الصورة على الفيلم (أو حائل).

التشويه أو التزييغ في الفيزياء والتصوير هي خاصية تشويه صورة شيء ما بسطح عاكس أسطواني، أو بسبب عدسة أسطوانية، حيث تتغير مقاييس الصورة في أحد الأبعاد، أما باستطالة الصورة أو انكماشها. تحدث تلك الظاهرة عند انعكاس صورة شيء ما على مرآة أسطوانية رأسية، أو عدسة أسطوانية رأسية، لا تتغير الصورة طوليا ولكنها تتغير عرضيا (تنكمش الصورة).
|  |  |  |

تسمى تلك المرايا والعدسات بالإنجليزية Anamorphot ، لأنها تشوه صورة الشيء بطريقة معينة.

## تطبيقات

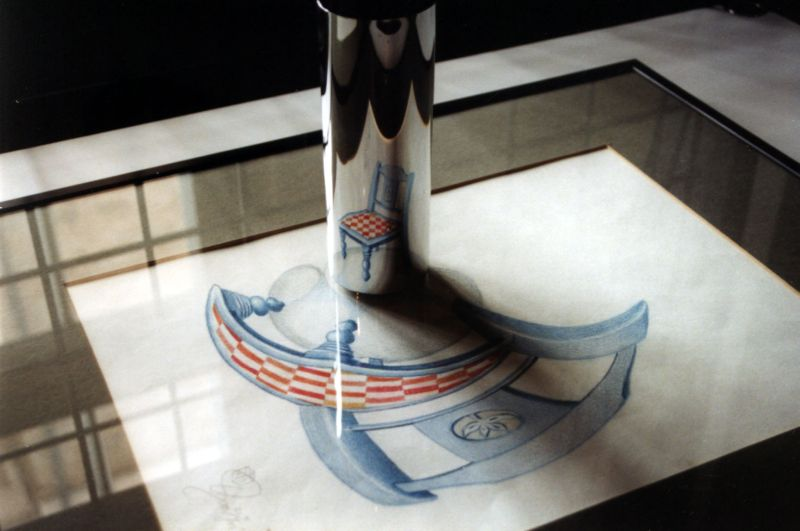
صورة مشوهة للكرسي، صورت في متحف في دينكلسبهل

قد تشوه الصورة أو تُزيغ بطريقة مرغوبة فيها. وقد استخدم هذا النوع في تغيير الصور من رسامي العصور الوسطى. فكانوا يرسمون صورا مشوهة بحيث لا تعرف إلى بمرآة أو عدسة إسطوانية تغيرها إلى شكل واضح. والطريقة تطبق في إلكترونيات التسلية الحديثة وعند تصوير الأفلام العريضة «بالسينماسكوب» حيث يقوم الموصورون بتصوير لزاوية عريضة تختصرها عدسات الكاميرا على فيلم ضيق، ثم يعاد توسيعها بواسطة بصريات أسطوانية أخرى لتكبيرها. وتطبق طريقة تحويل الصورة من صورة 16:9 إلى صورة 4:3 في التلفزيون. وتستخدم في التلفزيون نوعين من تغيير الصورة، صورة عريضة تحدها شريطان أسودان فوق وأسفل الصورة، وتسمى letterbox ، وطريقة أخرى تحجب جزئين من فيلم ستريوسكوب عريض من اليمين ومن اليسار، وتسمى طريقة Pillarbox .

## التشويه الفني

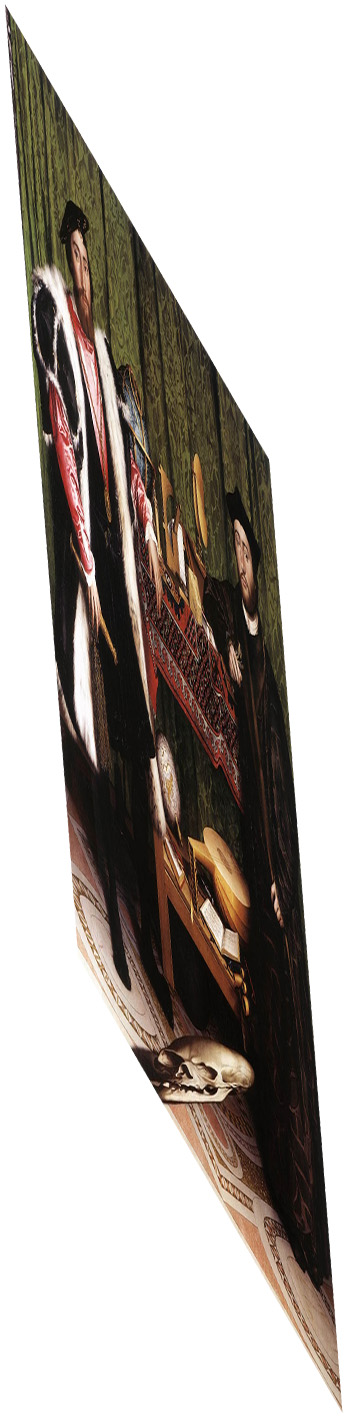
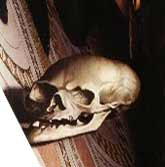

## اقرأ أيضا
- مرآة مقعرة
- ترمبلوي